# Batocera ammiralis
Batocera ammiralis là một loài bọ cánh cứng trong họ Cerambycidae.